# Самцевич, Семён Андреевич
Семён Андреевич Самцевич (бел. Сямён Андрэевіч Самцэвіч; 14(27) июля 1902 года, Докудово, Бобрская волость, Сенесский повет, Могилевская губерния, Российская империя — 30 мая 1985, Минск, Минская область, БССР, СССР) — советский белорусский учёный в области микробиологии, заслуженный деятель науки БССР, доктор биологических наук, профессор, член-корреспондент АН БССР.

## Биография
Родился 14(27) июля 1902 года в деревне Докудово, Бобрской волости, Сенесского повета, Могилевской губернии. Среднее образование получил в Горецком землемерно-агрономическом училище, после чего окончил агрономическое отделение Горецкого сельскохозяйственного института. Работал руководителем совхоза «Новые Зеленки», районным агрономом Смиловичского района Минской области.
Чрезвычайная заинтересованность научной работой привела его в аспирантуру, которую он закончил при Всесоюзном Институте животноводства по специальности «микробиология» под руководством известных учёных-микробиологов, профессоров А. Ф. Войткевича и К. И. Рудакова.
С 1934 г. началась научная деятельность будущего профессора Самцевича в Белоруссии, в то время он работал старшим научным сотрудником Института биологии АН БССР. Тогда-то и сформировалось основное направление его исследований — сельскохозяйственная микробиология. В 1938—1939 гг. С. А. Самцевич заведует лабораторией микробиологии Всесоюзного НИИ льна в г. Торжке Калининской области, а в 1940 г., после защиты кандидатской диссертации, возглавляет кафедру физиологии растений и микробиологии Уманского сельскохозяйственного института. В годы Великой Отечественной войны находился в рядах Красной Армии. Во время службы был за отвагу и доблесть был отмечен государственными наградами, одна из которых — орден Красной Звезды. После демобилизации продолжает работу в Уманском сельскохозяйственном институте, а затем руководит лабораторией микробиологии Института лесоводства АН УССР, является профессором Украинской сельскохозяйственной академии и одновременно возглавляет лабораторию почвенной микробиологии Украинского НИИ земледелия. В 1954 г. защитил докторскую диссертацию, в 1956 г. ему присвоено научное звание профессора.
В 1964 г. С. А. Самцевич возвратился в АН БССР, где работал заведующим лабораторией микробиологии Института экспериментальной ботаники АН БССР, руководителем Отдела микробиологии, организованного по его инициативе и преобразованного в 1975 г. в Институт микробиологии АН БССР. С 1977 г. С. А. Самцевич — научный консультант лаборатории взаимоотношений микроорганизмов почвы и высших растений, которой руководил в течение ряда лет. В 1967 г. был избран членом-корреспондентом АН БССР.

## Вклад в науку
Ясно понимая роль науки микробиологии в научно-техническом прогрессе отдельных отраслей промышленности, С. А. Самцевич за сравнительно короткий срок организовал в АН БССР лаборатории технической микробиологии, биосинтеза ферментов, группу селекции микроорганизмов, что положило начало развитию фундаментальных и прикладных исследований по технической микробиологии в республике.
Под руководством члена-корреспондента АН БССР С. А. Самцевича подготовлено 22 кандидата и один доктор наук. Является автором более 250 статей и научных работ в области микробиологии.

## Награды
- Орден Красной Звезды
- Медаль «За трудовую доблесть»
- Почётная грамота Президиума Верховного Совета БССР
- Заслуженный деятель науки БССР (1977 г.)
- Юбилейная медаль Луи Пастера
- Знак «50 лет КПСС»
- Орден Трудового Красного Знамени (1982 г.) — в связи с 80-летием со дня рождения и 55-летием научной, научно-педагогической и общественной деятельности и за заслуги в развитии отечественной микробиологической науки
- Многие другие медали СССР

## Известные работы
- Микроорганизмы — продуценты биологически активных веществ (изд. «Наука и техника», Минск, 1973 г.).
- Микроорганизмы почвы и растений (изд. «Наука и техника», Минск, 1972 г.).
- Семен Андреевич Самцевич : (к 80-летию со дня рождения) : биобиблиографический указатель / Академия наук Белорусской ССР, Институт микробиологии, Центральная научная библиотека им. Я. Коласа; [составители: Н. И. Анисимова, Л. И. Стефанович, А. С. Бровина]
- Успехи технической микробиологии : Дрожжи и их метаболиты : Сб. ст. / Отд. микробиологии АН БССР, Белорус. отд-ние Всесоюз. микробиол. о-ва; [Редкол.: С. А. Самцевич и др.]
- Гелеобразные выделения корней растений и их значение в плодородии почвы / С. А. Самцевич ; Академия наук Белорусской ССР, Институт микробиологии
- Микроорганизмы — продуценты биологически активных веществ : Сборник / Отд. микробиологии АН БССР, Бел. микробиол. о-во; [Редкол.: С. А. Самцевич и др.]
- Биосинтез липидов дрожжами / Под ред. С. А. Самцевича ; АН БССР, Отд. микробиологии